# Diana Whalen
Pour les articles homonymes, voir Whalen.
Diana Caroline Whalen, née le 20 novembre 1956, est une personnalité politique canadienne.
Diana Whalen a été conseillère municipale à Halifax et députée de Halifax-Clayton-Park et de Clayton-Park-West à l'Assemblée législative de la Nouvelle-Écosse, où elle a été élue pour la première fois aux élections de 2003.
Elle a été ministre des Finances et de la Justice. En 2013, elle est devenue la première femme à occuper le poste de vice-première ministre en Nouvelle-Écosse.
Elle est membre du Parti libéral de la Nouvelle-Écosse.

## Biographie
Diana Whalen a une maîtrise en administration des affaires et est comptable en management accréditée.
En mars 2017, elle a annoncé son intention de se retirer de la vie politique pour des motifs de santé.